# Yan Marillat
Yan Marillat (* 12. August 1994 in La Tronche) ist ein französischer Fußballtorwart.

## Karriere
Marillat begann seine fußballerische Ausbildung bei Grenoble Foot, wo er 2009 einstieg. In der Saison 2012/13 kam er, nach einer kurzen Zeit im Kader des FC Nantes, bereits zu einem Einsatz für den Viertligisten. Nachdem er in der Folgespielzeit zu keinem Einsatz gekommen war, wechselte er im Sommer 2014 zum Ligakonkurrenten FC Sète. Auch hier kam er in der Spielzeit 2014/15 nur zu einem Saisoneinsatz in der National 2.
Daraufhin wechselte er im Sommer 2015 in die zweite Mannschaft des Zweitligisten Olympique Nîmes. Nach einigen Einsätzen für das Reserveteam in Liga fünf, unterschrieb er im Sommer darauf seinen ersten Profivertrag überhaupt. Nachdem sich Gauthier Gallon im Spiel gegen die US Orléans spät verletzt hatte, kam Marillat nach Einwechslung in der Ligue 2 zu seinem Profidebüt. Selbst nach Gallons Genesung blieb Marillat die erste Wahl im Tor und kam so auf 22 Ligaeinsätze in der Saison 2016/17. Anfang März 2017 folgte die Vertragsverlängerung mit Nîmes bis Juni 2019. Am siebten Spieltag der Spielzeit 2017/18 verletzte er sich jedoch und konnte somit nur die ersten sieben Saisonspiele zwischen den Pfosten stehen. Selbst nach seiner Genesung stand er nicht mehr im Kader des Zweitligisten, die ohne ihn auf Tabellenplatz zwei abschlossen und somit in die Ligue 1 aufstiegen. 2018 wurde er zudem zu einer einjährigen Haftstrafe mit einem zusätzlichen Jahr auf Bewährung verurteilt, da er 2014 einen Mann angegriff, der beinahe an den Folgen der Verletzungen starb.
Anschließend wechselte er im Sommer 2018 zum Ligakonkurrenten AS Béziers. Dort spielte er in der Saison 2018/19 18 Partien, verletzte sich jedoch gegen Saisonende schwer am Knie und fiel erneut lange aus. Nach dem Abstieg in die National spielte er dort in der verkürzten Saison 2019/20 neun Spiele. In der Saison 2020/21 stand er erneut neunmal auf dem Platz, bis die Liga aufgrund der Corona-Pandemie abgebrochen wurde und Béziers als Meister wieder in die dritte Liga aufstieg.
Dennoch blieb er durch einen Wechsel zu Le Puy Foot in der National 2. Hier war er auf Anhieb Stammtorwart, spielte durch eine Fingerverletzung jedoch nur 19 Ligaspiele. 2022/23 spielte er nach dem Aufstieg als Viertligameister 23 Mal in der dritten Liga und das zum Teil als Kapitän. Nach dem direkten Wiederabstieg verließ er den Verein jedoch und war monatelang vereinslos.
Im September 2023 unterschrieb er schließlich beim Erstligisten Stade Brest.

## Erfolge
Olympique Nîmes
- Französischer Zweitligavizemeister: 2018  ▲

AS Béziers
- Französischer Viertligameister: 2021  ▲

Le Puy Foot
- Französischer Viertligameister: 2023  ▲